# Carlo Curcio
Carlo Curcio (* 3. Oktober 1898 in Neapel; † 27. Juli 1971 in Rom) war ein italienischer Historiker und Politikwissenschaftler.
Carlo Curcio nahm am Ersten Weltkrieg als Kriegsfreiwilliger teil. Nach dem Krieg versuchte er sich als Schriftsteller, Herausgeber und Verleger, ohne aber sonderlich Erfolg zu haben. Sein starkes Engagement für den italienischen Faschismus förderte seine Karriere. Seit 1928 lehrte er an der Universität Perugia, 1934 wurde zum ordentlichen Professor für politische Ideengeschichte in Perugia ernannt. Dort wurde er 1938 auch Rektor. Von 1930 bis 1942 war er Herausgeber der faschistischen Zeitschrift Lo Stato. Rivista di scienze politiche, giuridiche ed economiche. Curcio bekleidete zwar keine politischen Ämter in der Partei und im Staat, war aber dennoch stark mit dem Regime verbunden. Seine Nähe zum Faschismus führte 1943 allerdings zum Karrierebruch. Die durch Mussolini ins Amt gebrachten Rektoren wurden durch nicht belastete und antifaschistisch engagierte Persönlichkeiten abgelöst. Curcio wurde seines Amtes enthoben und zog sich aus dem akademischen Leben und der Öffentlichkeit zurück. Doch bereits 1950 gelang es ihm an der Universität Florenz wiederaufgenommen zu werden und dort als ordentlicher Professor für politische Ideengeschichte zu lehren. In Florenz lehrte er bis zu seiner Entpflichtung und setzte dann seine Tätigkeit bis zu seinem 70. Lebensjahr an der Scuola di perfezionamento in Rom fort.
Curcio zählt zu den Begründern der politischen Ideengeschichte Italiens. Die politische Verfassung Italiens und seiner Gesellschaft macht dabei einen Hauptteil seines Œuvre aus. In einer seiner wichtigsten Studie, dem zweibändigen Werk L'Europa. Storia di un Idea, sammelte und analysierte Curcio die unterschiedlichen Europabegriffe und -vorstellungen von der Antike bis in das 20. Jahrhundert.

## Schriften
- L’Europa. Storia di un Idea. Florenz/Vallecchi 1958
- Verso la nuova Europa. Neapel 1934
- L’Italia e l’Europa. Lineamenti e sviluppo della politica italiana. Rom 1932.